# Horvát női labdarúgókupa
A horvát női labdarúgókupa vagy horvát női kupa (hivatalos nevén Hrvatski nogometni kup za žene) a legrangosabb nemzeti női labdarúgókupa Horvátországban, amelyet először 1992-ben rendeztek meg. Előtte a jugoszláv női kupában szerepeltek a horvát csapatok. A legsikeresebb klub a Osijek, amely eddig 19 alkalommal hódította el a trófeát.

## Eddigi győztesek
- 1992: Maksimir (1)
- 1992–93: Maksimir (2)
- 1993–94: Zagreb (1)
- 1994–95: Osijek (1)
- 1995–96: Osijek (2)
- 1996–97: Osijek (3)
- 1997–98: Osijek (4)
- 1998–99: Osijek (5)
- 1999–00: Osijek (6)
- 2000–01: Osijek (7)
- 2001–02: Osijek (8)
- 2002–03: Maksimir (3)
- 2003–04: Maksimir (4)
- 2004–05: Maksimir (5)
- 2005–06: Maksimir (6)
- 2006–07: Osijek (9)
- 2007–08: Osijek (10)
- 2008–09: Osijek (11)
- 2009–10: Osijek (12)
- 2010–11: Osijek (13)
- 2011–12: Osijek (14)
- 2012–13: Osijek (15)
- 2013–14: Osijek (16)
- 2014–15: Osijek (17)
- 2015–16: Osijek (18)
- 2016–17: Osijek (19)
- 2017–18: Split (1)
- 2018–19: Split (2)